# Hogna massauana
Hogna massauana là một loài nhện trong họ Lycosidae.
Loài này thuộc chi Hogna. Hogna massauana được Carl Friedrich Roewer miêu tả năm 1959.